# Konstantin Kravčuk
Konstantin Vladimirovič Kravčuk (in russo Константин Владимирович Кравчук?; Mosca, 23 febbraio 1985) è un tennista russo.
Specializzato nelle superfici veloci, ha frequentato prevalentemente i circuiti minori. Nel circuito Challenger ha vinto tre tornei in singolare e tredici in doppio e vanta numerosi altri titoli nei tornei dell'ITF Men's Circuit. I suoi migliori ranking ATP sono stati il 78º in singolare nel novembre 2016 e il 100º in doppio nel marzo 2014. Ha esordito nella squadra russa di Coppa Davis nel 2013 e ha preso parte all'ATP Cup 2020.

## Statistiche

### Tornei minori

#### Singolare

##### Vittorie (12)
| Legenda tornei minori |
| Challenger (3)        |
| ITF (9)               |

| N.  | Data             | Torneo                                    | Superficie    | Avversario in finale | Punteggio           |
| 1.  | 19 novembre 2006 | Russia F1, Sergiev Posad                  | Cemento (i)   | Aleksej Kedrjuk      | 6-1, 5-7, 7–6(6)    |
| 2.  | 9 dicembre 2007  | Czech Republic F5, Frýdlant nad Ostravicí | Sintetico (i) | Miloslav Mečíř Jr.   | 6(5)–7, 6-4, 7–6(3) |
| 3.  | 11 maggio 2008   | Uzbekistan F1, Andijan                    | Cemento       | Ryan Young           | 6-3, 6-3            |
| 4.  | 6 dicembre 2009  | Yugra Cup, Chanty-Mansijsk                | Sintetico (i) | Marcel Granollers    | 1-6, 6-3, 6-2       |
| 5.  | 24 febbraio 2013 | Russia F1, Mosca                          | Cemento (i)   | Andis Juška          | 6-4, 5-7, 6-4       |
| 6.  | 24 marzo 2013    | Russia F3, Tjumen'                        | Cemento (i)   | Aleksej Vatutin      | 6-3, 4-6, 6-4       |
| 7.  | 31 marzo 2013    | Russia F4, Novokuzneck                    | Cemento (i)   | Sjarhej Betoŭ        | 6-4, 6-1            |
| 8.  | 8 giugno 2014    | Russia F4, Mosca                          | Cemento (i)   | Filipp Davydenko     | 6-4, 7–6(2)         |
| 9.  | 8 maggio 2016    | Busan Open Challenger, Pusan              | Cemento       | Daniel Evans         | 6-4, 6-4            |
| 10. | 15 ottobre 2016  | Tashkent Challenger, Tashkent             | Cemento       | Denis Istomin        | 7-5, 6-4            |
| 11. | 4 novembre 2018  | Thailand F7, Nonthaburi                   | Cemento       | Song Min-kyu         | 6-3, 6-3            |
| 12. | 18 novembre 2018 | Thailand F9, Nonthaburi                   | Cemento       | Lee Kuan-yi          | 7-5, 6-2            |

##### Finali perse (18)
| Legenda tornei minori |
| Challenger (8)        |
| ITF (10)              |

| N.  | Data              | Torneo                                | Superficie    | Avversario in finale | Punteggio           |
| 1.  | 22 agosto 2004    | Russia F2, Krasnoarmejsk              | Cemento       | Filipp Muchometov    | 6-2, 3-6, 2-6       |
| 2.  | 25 luglio 2010    | Penza Cup, Penza                      | Cemento       | Michail Kukuškin     | 3-6, 7–6(3), 3-6    |
| 3.  | 29 agosto 2010    | Astana Cup, Astana                    | Cemento       | Igor' Kunicyn        | 3-6, 7–6(3), 3-6    |
| 4.  | 19 settembre 2010 | Chang-Sat Bangkok Open, Bangkok       | Cemento       | Grigor Dimitrov      | 1-6, 4-6            |
| 5.  | 3 marzo 2013      | Russia F2, Joškar-Ola                 | Cemento (i)   | Boy Westerhof        | 6-1, 2-6, 4-6       |
| 6.  | 22 marzo 2015     | Kazan Kremlin Cup, Kazan'             | Cemento (i)   | Aslan Karacev        | 4-6, 6-4, 3-6       |
| 7.  | 3 maggio 2015     | Santaizi ATP Challenger, Taipei       | Sintetico (i) | Samuel Groth         | 7–6(5), 4-6, 6(3)–7 |
| 8.  | 1º maggio 2016    | Santaizi ATP Challenger, Taipei       | Sintetico (i) | Daniel Evans         | 6-3, 4-6, 4-6       |
| 9.  | 19 giugno 2016    | Fergana Challenger, Fergana           | Cemento       | Radu Albot           | 6-3, 4-6, 4-6       |
| 10. | 31 luglio 2016    | President's Cup, Astana               | Cemento       | Evgenij Donskoj      | 3-6, 3-6            |
| 11. | 19 agosto 2018    | Russia F6, Mosca                      | Terra rossa   | Andrej Čepelev       | 2-6, 4-6            |
| 12. | 26 agosto 2018    | Russia F7, Mosca                      | Terra rossa   | Aleksandr Žurbin     | 3-6, 5-7            |
| 13. | 2 settembre 2018  | Russia F8, Mosca                      | Terra rossa   | Evgenij Tjurnev      | 1-6, 1-6            |
| 14. | 28 aprile 2019    | M25 Andijan, Andijan                  | Cemento       | Tim van Rijthoven    | 3-6, 7–6(5), 3-6    |
| 15. | 11 agosto 2019    | M25 Pozoblanco, Pozoblanco            | Cemento       | Rayane Roumane       | 4-6, 5-7            |
| 16. | 1º settembre 2019 | M25 Ust-Kamenogorsk, Ust'-Kamenogorsk | Cemento       | Edan Leshem          | 2-2, rit.           |
| 17. | 27 febbraio 2022  | M25 Nur-Sultan, Nur-Sultan            | Cemento (i)   | David Poljak         | 5-6, rit.           |
| 18. | 5 giugno 2022     | M25 Chiang Rai, Chiang Rai            | Cemento (i)   | Kasidit Samrej       | 3^6, 637            |